# サヨナラのLOVE SONG
「サヨナラのLOVE SONG」（さよならのラブ ソング）は、後藤真希の10枚目のシングル。2004年3月17日発売。

## 概要
自身主演となる2本目のミュージカル『サヨナラのLOVE SONG』主題歌。
特典付初回限定盤と通常盤の2形態で発売。
初の3曲入りシングル。

## 収録曲
- 全作詞・作曲：つんく

1. サヨナラのLOVE SONG
編曲：馬飼野康二
2. DANCE DANCE DANCE
編曲：小西貴雄
3. ジュニアLOVE。
編曲：高橋諭一
4. サヨナラのLOVE SONG（Instrumental）

## 参加ミュージシャン
サヨナラのLOVE SONG
- キーボード&プログラミング：馬飼野康二
- アコースティックギター：松宮幹彦
- エレクトリックベース：くどうたけし
- バイオリオンソロ：加藤高志
- コーラス：川村ゆみ・曳田修

DANCE DANCE DANCE
- プログラミング：小西貴雄
- コーラス：竹内浩明・つんく

ジュニアLOVE。
- プログラミング：高橋諭一
- コーラス：ココナッツ娘。・つんく